# バナナ・ボート
「バナナ・ボート」（Banana Boat Song）は、ジャマイカの民謡の一形態であるメントの曲で、ジャマイカ人の港湾荷役夫の労働歌である。デイ・オー（Day-O）とも。
最もよく知られているバージョンは1956年にニューヨーク出身の黒人歌手ハリー・ベラフォンテが唄いアメリカ合衆国でヒットしたものである。

## 概要
この曲はしばしばメントではなくカリプソであると説明されるが、これは1957年当時のアメリカ合衆国ではメントの知名度が低く、より有名なジャンルであるカリプソとして売り出されたからである。
出だしに、Day-o, day-ay-ay-o（デイ・オー・エイ・エイ・エイ・オー）と叫ぶ部分があるほか、「もうじき日が昇る。オイラはつらい仕事を終えて家に帰りたいんだ。tally man（伝票をつける人）さん、バナナを数えてくれ…」という内容の歌詞が繰り返される。オリジナルは、バナナを積み出す港で荷役に従事していた人たちの労働歌である。
日本では1957年、マンボに続く「ラテン音楽」としてカリプソブームが起こり、その代表的な曲として紹介された。ベラフォンテ本人のバージョンは、日本ビクター S-289として発売（SP盤。B面は「さらばジャマイカ」）。
日本語盤ではキングレコードが江利チエミ、コロムビアが旗照夫、ビクターが浜村美智子をそれぞれ起用して競作した。その中でも特に浜村盤が最大の売り上げを記録する。新人の浜村のバージョンが一番ヒットしたのは、浜村の傍若無人な態度が曲のイメージ作りに寄与したためである。この「誤った」カリプソ解釈に憤慨して、中村とうようが評論家デビューをした。
また、「明星チャルメラ・デラ」（1979年・若山富三郎、岸本加世子出演）をはじめ、数多くのCMで当曲の替え歌が使われている。

## カバー (日本)
- 浜村美智子（1957年3月）
B面は「恋のヴェネズエラ」。日本ビクター A-5219(SP) / AS-6007(7インチ)。コーラスはブライト・リズム・ボーイズ。
- 江利チエミ（1957年5月）
タイトルは「バナナ・ボート・ソング」。B面は「シンコ・ロブレス」。キング CL-222(SP) / EA-16(7インチ)。コーラスは東京キューバン・ボーイズ。
- 旗照夫（1957年）
タイトルは「バナナ・ボート・ソング」。B面は沢村みつ子「霧のロンドン」。日本コロムビア SB-22(7インチ)。コーラスはダーク・ダックス。
- ジャッキー吉川とブルー・コメッツ（1970年）
LP『ポピュラーヒット25年史（上巻）』に収録[6]。
- ゴールデンハーフ（1971年）
- ネーネーズ（1992年）
アルバム『ユンタ』に「DAY-O! (バナナボート)」のタイトルで収録。
- ディアマンテス（1995年）
「野茂英雄のテーマ HIDE〜O」のタイトルで、同年MLB・ロサンゼルス・ドジャースに移籍入団した野茂英雄の応援歌として発表。出だしが野茂の名前に引っ掛け「ヒデーオ・ヒデイ・エイ・エイ・オー」と歌われている。英語版（「THE HIDEO NOMO SONG」）、スペイン語版（「EL TEMA DE HIDEO NOMO」）も存在する。
- ラ・ファンズ（1995年）
「THE HIDEO NOMO SONG」のタイトルで、ディアマンテス版と同様に野茂英雄の応援歌として発表し、競作となった。
- ORANGE RANGE（2004年）
シングル『ロコローション』の3曲目に「ORANGE BOAT」として収録。この時点では作詞作曲者がORANGE RANGEとされていたが、アルバム『musiQ』収録以降は、「バナナ・ボート」のカバーと扱われている。
- PUSHIM（2016年）
カバーアルバム『THE ノスタルジックス』に収録[7]。